# بشت تنغتشنار (مقاطعة دورة)
بشت تنغتشنار (بالفارسية: پشت تنگچنار) هي قرية تقع في Shurab Rural District في إيران. يقدر عدد سكانها بـ 54 نسمة .